# Sven Kühbauch

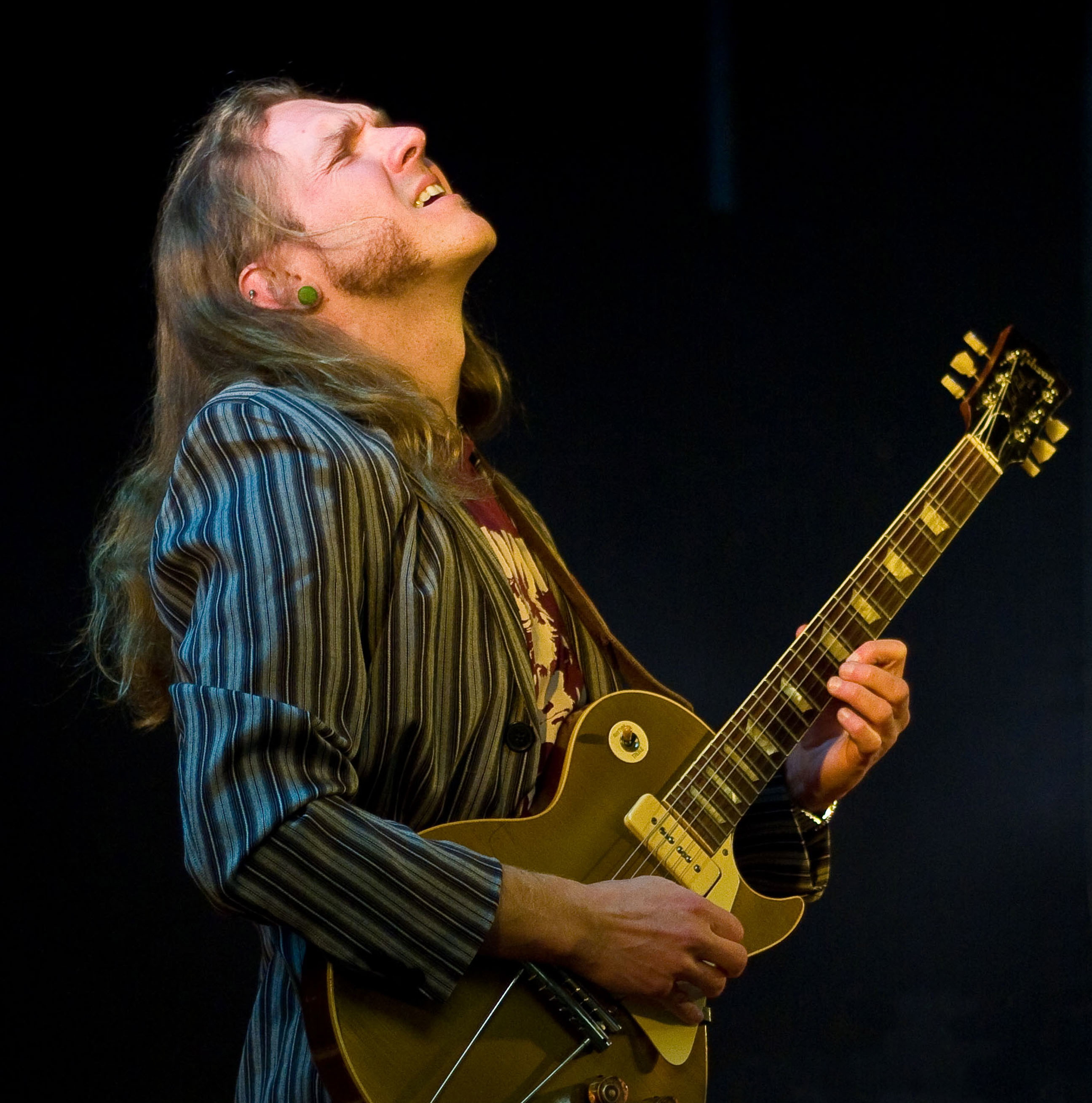
Sven Kühbauch

Sven „Svenson“ Kühbauch (*  4. Oktober 1976 in Marburg) ist ein deutscher Gitarrist, Komponist und Autor.

## Leben

### Privates
Kühbauch lebt seit 2015 mit seiner Familie auf der Insel Rügen.

### Studium und Einfluss
Kühbauch studierte an der Jazz- und Rockschule Freiburg. Sein Hauptinstrument ist die E-Gitarre, auf seinen Veröffentlichungen spielt Kühbauch aber auch Akustik-Gitarre und Dobro. Als maßgebliche Einflüsse gibt Kühbauch Michael Sagmeister, Greg Howe, Scott Henderson und Paul Gilbert an, bei denen er auch Privatunterricht hatte.

### Bands und Solo-Projekt
In den Jahren 1993 bis 2003 spielte Kühbauch Gitarre in mehreren, zum Teil von ihm mitgegründeten Bands und Formationen. Außerdem begleitete Kühbauch die Band Samsas Traum als Gitarrist auf ihrer Europa-Tournee mit Atrocity und Pain.
Seit 2007 hat Kühbauch das Solo-Projekt Svenson, mit dem er weltweit unterwegs ist und Konzerte in Übersee (Uruguay/Montevideo, Santo Domingo/Dominikanische Republik) und Asien (Shanghai/China, Bangkok/Thailand, Seoul/Korea) gab. Er arbeitete unter anderem mit Jennifer Batten, Jerry Donahue, Rhani Krija, Lulo Reinhardt und Alexander Veljanov.
2020 wurde Kühbauch für das Stück Rainbow Rocket Ride mit dem 38. Deutschen Rock- & Pop-Preis ausgezeichnet.

### Lehrtätigkeit und Lehrmedien
Seit 1994 gibt Kühbauch Gitarrenunterricht für Einzelschüler und Gruppen. Aus dieser Tätigkeit entwickelte er Lehrmedien und Workshops, die auch Autodidakten den Zugang zu Spieltechniken ermöglichen sollen, so „Das interaktive Kindergitarrenbuch“.

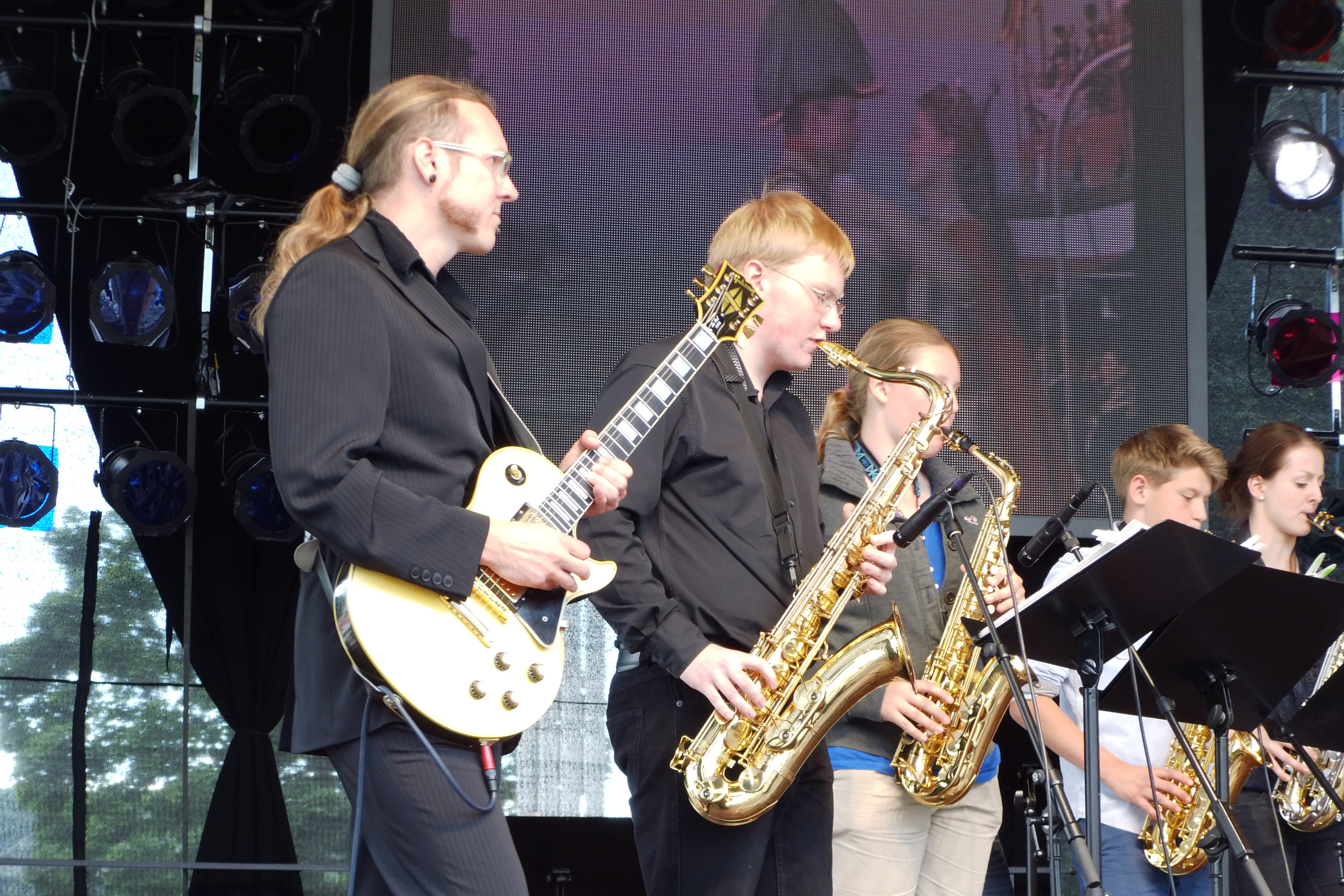
Kühbauch mit der Mixed Bag Boogie Band, mit der er 2010 auch auf dem Montreux Jazz Festival spielte

 Kühbauch unterrichtete als Dozent an der Music Academy Köln und an der Musikschule Bonn, wo er Co-Leader der Mixed Bag Boogie Band war, mit der er 2010 auf dem Montreux Jazz Festival spielte. Momentan lehrt er an der Musikschule der Hansestadt Stralsund.

### Kompositionen
Das Debüt-Album „Svenson“ enthielt bereits zur Hälfte eigene Titel. Seine späteren Alben bestehen dann fast nur aus Eigenkompositionen.
Als Studiomusiker spielte Kühbauch für verschiedene Fernseh- und Hörbuchproduktionen, sowie im Sat.1-Frühstücksfernsehen.

### Endorsements
Kühbauch spielt Saiten und Instrumente von Ernie Ball und Music Man, Verstärker von Peavey und Gitarreneffekte von Rodenberg Amplifications.

## Werk

### Diskografie
- 1994 Brotaufstrich: CD „Rein pflanzlich“
- 1998 Turbo 2000: CD „Turbo 2000“, Columbia
- 1999 Turbo 2000: CD „Turbo 2000/2“, Columbia
- 2000 Brotaufstrich: CD „Wie die Zeit vergeht“
- 2003 Sven Kühbauch: CD „Seven“ (Demo)
- 2007 Svenson: CD „Svenson“
- 2008 Svenson: DVD „Live and Raw in Shanghai“
- 2010 Svenson: CD „Home and everywhere“, featuring van Wolfen, Lance Reegan Diehl
- 2011 Svenson: CD „The Journey of Isis“
- 2012 Svenson: CD „Acoustic Holiday“, featuring Lulo Reinhardt, Dieter Kropp
- 2015 Svenson: Single „Agua del mundo“, featuring Rhani Krija, Michael Heupel, Irina Brochin
- 2016 Svenson: Single „YEEHAW (Journey into Twang)“,  featuring Jerry Donahue, Heiko Grauel
- 2017 Svenson: CD „10th Anniversary“
- 2018 Svenson: Single „Rainbow Rocket Ride“, featuring Jennifer Batten
- 2020 Svenson: CD „Glory, Death and Heroes“ featuring Jennifer Batten, Alexander Veljanov

### Lehrmedien
- 2010 Sven Kühbauch: Lehr-DVD „Easy Blues Guitar“, Voggenreiter Verlag
- 2013 Sven Kühbauch: Multi-Touch-Book „Interactive Country Guitar“
- 2014 Sven Kühbauch: Multi-Touch-Book „Interactive Chromatic Guitar“
- 2014 Sven Kühbauch: Multi-Touch-Book „Das interaktive Kindergitarrenbuch“.
- 2014 Sven Kühbauch: Multi-Touch-Book „Interactive Tapping Guitar“
- 2015 Sven Kühbauch: Multi-Touch-Book „Interactive Guitar Techniques“
- 2016 Sven Kühbauch: Multi-Touch-Book „Interactive Guitar Licks“

### Hörbücher
- 2012 Karl May: „Weihnacht.“ Karl-May-Verlag.
- 2013 Karl May: „Die Felsenburg.“ Karl-May-Verlag.
- 2013 Karl May: „Krüger Bei.“ Karl-May-Verlag.
- 2013 Karl May: „Satan und Ischariot.“ Karl-May-Verlag.
- 2013 Wilhelm Busch: „Max und Moritz – eine Bubengeschichte in sieben Streichen.“ RTL Hessen, Zusammenarbeit mit Hans-Joachim Heist, Götz Otto und Ralph Steiger.
- 2014 Karl May: „Old Surehand I.“ Karl-May-Verlag.
- 2014 Karl May: „Old Surehand II.“ Karl-May-Verlag.

### Notensätze
- 2014 Sven Kühbauch: Les Larmes du Ciel. Echo-Etüde für Solo-Gitarre. Notensatz.
- 2014 Sven Kühbauch: New Born Scarlett. Tapping-Etüde für Solo-Gitarre. Notensatz.
- 2014 Sven Kühbauch: In den Kordilleren. Flamenco-Studie für Solo-Gitarre. Notensatz.
- 2015 Sven Kühbauch: He’s a Pirate. Pirates of the Caribbean für Gitarren-Quartett. Notensatz.
- 2015 Sven Kühbauch: The Good the Bad and the Ugly. Zwei glorreiche Halunken für Gitarren-Quartett. Notensatz.
- 2016 Sven Kühbauch: The Trooper. Iron Maiden für Gitarren-Quartett. Notensatz.
- 2016 Sven Kühbauch: Game of Thrones - Theme für Gitarren-Quartett. Notensatz.